# 동경 39도
동경 39도(東經39度)는 본초 자오선에서 동쪽으로 39도 떨어진 경선이다. 북극점에서 시작하여 북극해, 유럽, 아시아, 아프리카, 인도양, 남극해, 남극을 거쳐 남극점에 이른다.
동경 39도는 서경 141도와 이어져 지구의 둘레를 이룬다.
북극점에서 남극점까지 동경 39도선은 다음 지역을 지나간다.
| 좌표                                                  | 나라, 지역, 해역 | 주석                                               |
| ----------------------------------------------------- | ---------------- | -------------------------------------------------- |
| 북위 90° 0′ 동경 39° 0′  / 북위 90.000° 동경 39.000°  | 북극해           |                                                    |
| 북위 80° 23′ 동경 39° 0′  / 북위 80.383° 동경 39.000° | 바렌츠해         |                                                    |
| 북위 68° 33′ 동경 39° 0′  / 북위 68.550° 동경 39.000° | 러시아           | 콜라반도                                           |
| 북위 68° 6′ 동경 39° 0′  / 북위 68.100° 동경 39.000°  | 백해             |                                                    |
| 북위 64° 43′ 동경 39° 0′  / 북위 64.717° 동경 39.000° | 러시아           |                                                    |
| 북위 49° 48′ 동경 39° 0′  / 북위 49.800° 동경 39.000° | 우크라이나       |                                                    |
| 북위 47° 52′ 동경 39° 0′  / 북위 47.867° 동경 39.000° | 러시아           |                                                    |
| 북위 47° 16′ 동경 39° 0′  / 북위 47.267° 동경 39.000° | 아조프해         | 타간로크만                                         |
| 북위 46° 59′ 동경 39° 0′  / 북위 46.983° 동경 39.000° | 러시아           |                                                    |
| 북위 44° 9′ 동경 39° 0′  / 북위 44.150° 동경 39.000°  | 흑해             |                                                    |
| 북위 41° 2′ 동경 39° 0′  / 북위 41.033° 동경 39.000°  | 튀르키예         |                                                    |
| 북위 36° 42′ 동경 39° 0′  / 북위 36.700° 동경 39.000° | 시리아           |                                                    |
| 북위 33° 28′ 동경 39° 0′  / 북위 33.467° 동경 39.000° | 이라크           |                                                    |
| 북위 33° 9′ 동경 39° 0′  / 북위 33.150° 동경 39.000°  | 요르단           |                                                    |
| 북위 32° 0′ 동경 39° 0′  / 북위 32.000° 동경 39.000°  | 사우디아라비아   |                                                    |
| 북위 22° 42′ 동경 39° 0′  / 북위 22.700° 동경 39.000° | 홍해             |                                                    |
| 북위 21° 59′ 동경 39° 0′  / 북위 21.983° 동경 39.000° | 사우디아라비아   |                                                    |
| 북위 21° 50′ 동경 39° 0′  / 북위 21.833° 동경 39.000° | 홍해             |                                                    |
| 북위 17° 7′ 동경 39° 0′  / 북위 17.117° 동경 39.000°  | 에리트레아       | 아스마라의 동쪽을 통과함                           |
| 북위 14° 35′ 동경 39° 0′  / 북위 14.583° 동경 39.000° | 에티오피아       |                                                    |
| 북위 3° 32′ 동경 39° 0′  / 북위 3.533° 동경 39.000°   | 케냐             |                                                    |
| 남위 4° 31′ 동경 39° 0′  / 남위 4.517° 동경 39.000°   | 탄자니아         |                                                    |
| 남위 5° 27′ 동경 39° 0′  / 남위 5.450° 동경 39.000°   | 잔지바르 해협    | 웅구자섬과 탄자니아 본토 사이를 통과한다.          |
| 남위 6° 27′ 동경 39° 0′  / 남위 6.450° 동경 39.000°   | 탄자니아         |                                                    |
| 남위 11° 10′ 동경 39° 0′  / 남위 11.167° 동경 39.000° | 모잠비크         |                                                    |
| 남위 17° 0′ 동경 39° 0′  / 남위 17.000° 동경 39.000°  | 인도양           |                                                    |
| 남위 60° 0′ 동경 39° 0′  / 남위 60.000° 동경 39.000°  | 남극해           |                                                    |
| 남위 69° 55′ 동경 39° 0′  / 남위 69.917° 동경 39.000° | 남극             | 퀸모드랜드, 노르웨이가 영유권을 영유권을 주장한다. |

## 같이 보기
- 동경 38도
- 동경 40도